# Gōki Tajima
Gōki Tajima (jap. 田嶋剛希, Tajima, Gōki; * 27. Juli 1997) ist ein japanischer Judoka. Er wurde 2024 Weltmeister im Mittelgewicht.

## Sportliche Karriere
Tajima kämpft bereits seit dem Juniorenbereich in der Gewichtsklasse bis 90 Kilogramm, dem Mittelgewicht. 2017 wurde er in dieser Klasse Junioren-Weltmeister. 2022 und 2023 wurde Tajima mit der japanischen Mannschaft Mixed-Team-Weltmeister. 2023 und 2024 gewann er den japanischen Meistertitel im Mittelgewicht, in der offenen Klasse wurde er 2023 Dritter. Bei den 2023 ausgetragenen Asienspielen in Hangzhou schied Tajima im Achtelfinale aus.
Im Mai 2024 bei den Weltmeisterschaften in Abu Dhabu erreichte Tajima das Finale. Mit einem Sieg über den Serben Nemanja Majdov gewann der Japaner den Weltmeistertitel.